# Monjalés
José Soler Vidal (Albaida 6 de febrer de 1932 - 28 de juliol de 2023), més conegut pel seu pseudònim de Monjalés, fou un pintor valencià.

## Biografia
Monjalés va començar artísticament amb el dibuixant José Segrelles, de qui va ser alumne i amb Messa. Als 16 anys va ingressar a l'Escola de Belles Arts de Sant Carles de València, on estudià des de 1948 fins al 1953. Allí va conèixer alguns dels mestres de la pintura valenciana de l'època i amb alguns artistes i crítics que començaven la seva carrera. Va ser especialment fructífera la seva relació amb el pare Alfons Roig, que despertà el seu interès per l'avantguarda i l'orientà als primers moments. Actualment és reconegut com un dels introductors de l'informalisme a Espanya i un dels primers practicants de pintura social.
El 1967 va eixir de València per a viure a l'exili a Colòmbia, tornant a València el 2013, 46 anys després.
El 1958 va exposar al IV Salón de Otoño de l'Ateneu Mercantil de València. També va exposar al II Salón de Mayo, on exposaren més de 100 artistes.
Va ser membre del Grup Parpalló, amb els quals va exposar obra el 1959 a la Sala Gaspar de Barcelona.
El 1960 va exposar de nou a la Sala Gaspar a una exposició col·lectiva en homenatge informal a Velázquez anomenada O figura, amb artistes com Canogar, Chirino o Miralles.
El 1962 va exposar a l'Ajuntament de València com a guardonat pels Premis Senyera.
El 1964 va aconseguir un accèsit al X Salón de Otoño del Ateneo Mercantil de Valencia amb l'obra a l'oli Oración comparativa, vinculada al realisme social.
El 1965 participa en el IV Salón de Marzo : Muestra valenciana amb altres artistes com Amadeo Gabino, Rafael Pérez Contel, Nassio, Anzo, 
Rafael Armengol, Artur Heras, Joaquín Michavila, Juan Genovés, Ribera Berenguer, Salvador Soria, etc.
L'any 1974 es realitza a la galeria Nike de València del 3 al 15 d'octubre, Colección Valenciana de pintura amb obra de Monjalés, Genaro Lahuerta, Joaquín Michavila, Luis Arcas Brauner, Ribera Berenguer, J.M. Yturralde, o Pinazo entre d'altres.
Exposa a la Galeria Rosalía Sender l'any 2007. El 2017 realitza una exposició a Albaida que porta per títol El meu poble i jo. Pintures (1953-2017) 